# خالص (آلبوم هیلی وستنرا)
خالص نخستین آلبوم جهانی هیلی وستنرا است. آلبوم‌های پیشین او تنها در زلاند نو و نزدیک استرالیا منتشر می‌شدند. این آلبوم هم‌چنین از فرد مشهور، سر جرج مارتین، که در تهیهٔ ترانهٔ «unique appeal» او کمک کرد، مشاوره‌های حرفه‌ای را دریافت کرد. این آلبوم، پرفروش‌ترین آلبوم زلاند نو در سال ۲۰۰۴ بود و در نتیجهٔ آن، هیلی را با دریافت جایزه‌ای از جوایز موسیقی زلاند نو در سال ۲۰۰۴ برتری بخشید. این آلبوم به وسیلهٔ گروه موسیقی دکا در سال ۲۰۰۳ منتشر شد. این آلبوم به وسیلهٔ یونیورسال کلسیکس در سال ۲۰۰۴ در ایالات متحده توزیع شد و در طی اولین هفته، ۱۹۰۶۸ نسخه از آن به فروش رفت. تا ۲۰۰۷، خالص، پرفروش‌ترین آلبوم کلاسیک قرن ۲۱ در بریتانیا است. خالص شامل گزیده‌ای متفاوت و متغیر از ترانه‌ها، چون ترجمه‌هایی از‎ «Who Painted the Moon Black?»‎، «Hine e Hine»‎ (ترانه‌ای از مائوری‌ها، قبایل بومی زلاند نو)، «In Trutina»، از آلبوم کارمینا بیورنا، «Wuthering Heights» (تقلیدی از ترانهٔ مشهور کیت باش)، و ترانهٔ کلاسیک جاودانهٔ روحانی «Amazing Grace» است. هم‌چنین در آلبوم، Pokarekare Ana که ترانهٔ عاشقانهٔ نیوزیلندی که محبوبتت درازمدتی داشته نیز وجود دارد.

## فهرست آهنگ‌ها
‎
1. Across The Universe of Time
2. Never Say Goodbye
3. Beat of Your Heart
4. Pokarekare Ana
5. Who Painted The Moon Black?
6. River of Dreams
7. Benedictus
8. Hine E Hine
9. Dark Waltz
10. Amazing Grace
11. My Heart And I
12. In Trutina
13. Heaven
14. Pokarekare Ana (duet with راسل واتسون)
15. Silent Night (Bonus Track)
16. Away In A Manger (Bonus Track)
17. Mary Did You Know (Bonus Track)
18. The Mummers' Dance (Bonus Track)

### UKVersion
1. Pokarekare Ana
2. Never Say Goodbye
3. Who Painted the Moon Black?
4. River of Dreams
5. Benedictus
6. Hine e Hine
7. Dark Waltz
8. Amazing Grace
9. In Trutina
10. Beat of Your Heart
11. Heaven
12. Wuthering Heights
13. Hine e Hine (Māori mix)

### USVersion
1. Pokarekare Ana (Come Back to Me) - 3:18
2. Never Say Goodbye - 3:13
3. Who Painted the Moon Black? - 3:38
4. River of Dreams - 4:21
5. Beat of Your Heart - 3:13
6. Amazing Grace - 3:42
7. Benedictus - 3:50
8. Hine E Hine (Maiden, O Maiden) - 5:06
9. Across the Universe of Time - 3:42
10. Dark Waltz - 4:18
11. In Trutina (From Carmina Burana) - 2:22
12. Heaven - 4:09
13. Wuthering Heights - 3:44

### ژاپنVersion

#### In Japanese
1. ポカレカレ・アナ (マオリ族の伝承歌 / arr. Sarah Class)
2. ネヴァー・セイ・グッバイ (フォーレ：パヴァーヌからの編曲)
3. フー・ペインティッド・ザ・ムーン・ブラック (Sonia Aletta Nel / arr. Sarah Class)
4. リヴァー・オブ・ドリームス (ヴィヴァルディ：四季 - 冬からの編曲 / arr. Sarah Class)
5. ベネディクトゥス (Karl Jenkins)
6. ヒネ・エ・ヒネ (マオリ族の子守歌 / arr. Sarah Class)
7. ダーク・ワルツ (Author Frank Musker / arr. Sarah Class)
8. マイ・ハート・アンド・アイ (TVドラマ「ラ・ピオーヴラ」主題歌)
9. イン・トゥルティナ (オルフ：カルミナ・ブラーナからの編曲)
10. ビート・ユア・ハート (サー・ジョージ・マーティン / Giles Martin)
11. アクロス・ザ・ユニバース・オブ・タイム (Sarah Class)
12. ヘヴン (Frank Musker / Ronan Hardiman)
13. 嵐が丘 (Kate Bush / arr. Sarah Class)
14. . メアリー・ディド・ユー・ノウ？ [ボーナス・トラック]
15. . アメイジング・グレイス (arr. サー・ジョージ・マーティン) (「白い巨塔」主題歌)[ボーナス・トラック]

#### English equivalent of Japanese version
1. Pokarekare Ana
2. Never Say Good bye
3. Who Painted the Moon Black?
4. River of Dreams
5. Benedictus
6. Hine e Hine
7. Dark Waltz
8. My Heart and I
9. In Trutina
10. Beat of Your Heart
11. Across the Universe of Time
12. Heaven
13. Wuthering Heights
14. Mary Did You Know? - (Bonus Track)
15. Amazing Grace - (Bonus Track)

### World excluding: NZ, UK, USA & Japan [some other countries may be different also]
1. Pokarekare Ana
2. Never Say Goodbye
3. Who Painted the Moon Black
4. River of Dreams
5. Benedictus
6. Hine E Hine
7. Dark Waltz
8. Amazing Grace
9. My Heart & I
10. In Trutina
11. Beat of Your Heart
12. Across the Universe of Time
13. Heaven
14. Wuthering Heights

‎